# کاتالوگ عمومی جدید

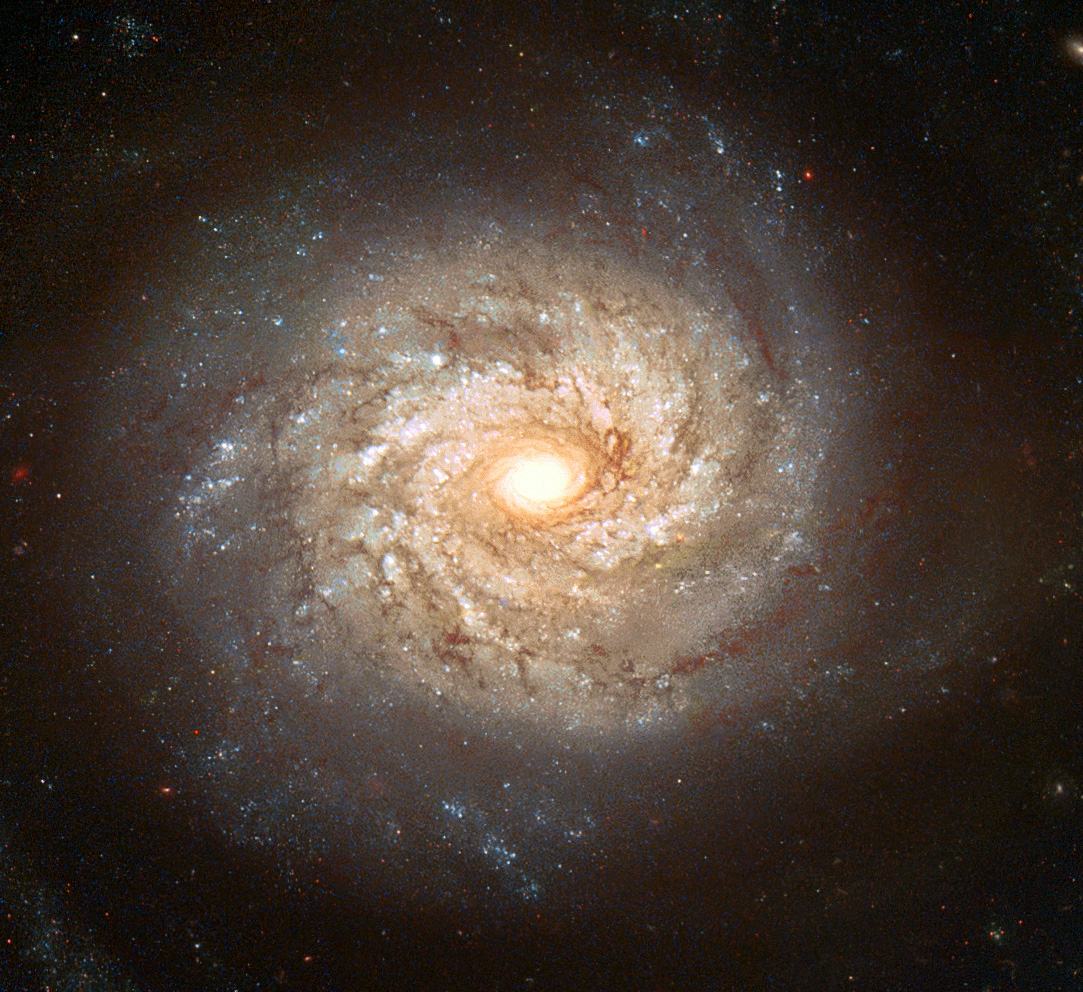
کهکشان مارپیچی ان‌جی‌سی ۳۹۸۲

کاتالوگ عمومی نو شناخته‌شده‌ترین فهرست «اجرام عمقی آسمان» است. این فهرست بالغ بر ۸٬۰۰۰ جرم آسمانی می‌شود. این فهرست در سال ۱۸۸۰ و توسط «جان لودیگ امیل دریر» و بر اساس رصدهای ویلیام هرشل ایجاد شد. البته بعداً اجرام زیادی به آن افزوده شد.